# Haubourdin
Haubourdin est une commune française située dans le département du Nord, en région Hauts-de-France. Elle fait partie de la Métropole européenne de Lille.

## Géographie

### Situation
Haubourdin se situe dans le pays de Weppes, à 5 km au sud-ouest de Lille. Elle est étendue sur une grande surface avec comme villes limitrophes : Emmerin, Santes, Sequedin, Loos, Hallennes-lez-Haubourdin et Houplin-Ancoisne. Haubourdin se trouve sur le canal de la Deûle.

### Communes limitrophes
Les communes limitrophes sont  Emmerin, Hallennes-lez-Haubourdin, Houplin-Ancoisne, Loos, Noyelles-lès-Seclin, Santes et Sequedin.
|                          | Sequedin         | Lille   |
| Hallennes-lez-Haubourdin | Haubourdin       | Loos    |
| Santes                   | Houplin-Ancoisne | Emmerin |

### Géologie
Haubourdin se situe dans les Weppes, la rive droite repose sur une couche d'environ 12 mètres de craie blanche, originaire du Crétacé, tandis que la rive gauche repose sur des sables originaires du Tertiaire.

### Hydrographie

#### Réseau hydrographique

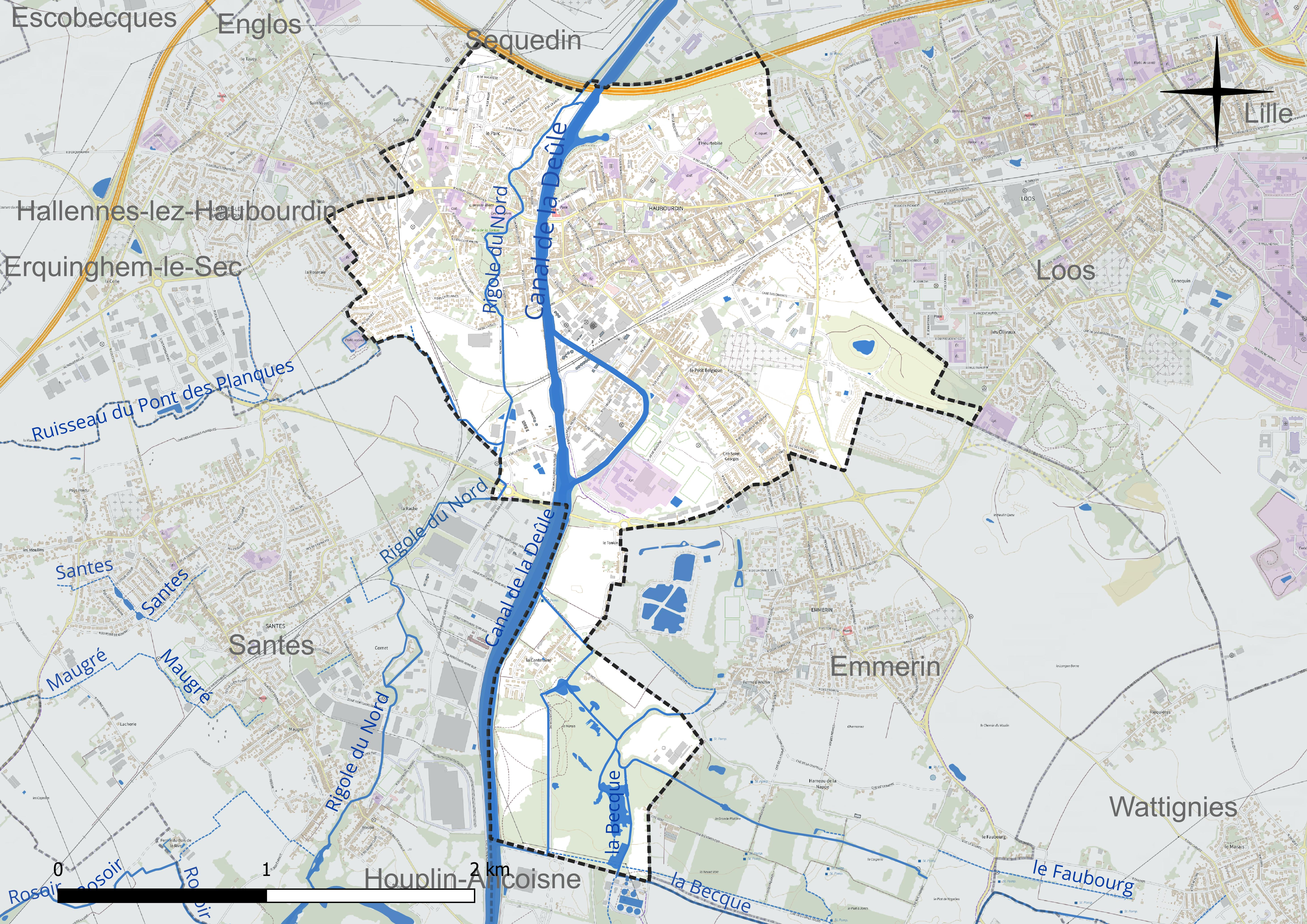
Réseau hydrographique d'Haubourdin.

La commune est située dans le bassin Artois-Picardie. Elle est drainée par le canal de la Deûle, l'ancien le canal de la Deûle à Haubourdin, la Becque, le ruisseau du Pont des planques et divers autres petits cours d'eau,.
Haubourdin est traversé par la Deûle, un canal, chenal navigable, d'une longueur de 59 km, prend sa source dans la commune de Douai et se jette  dans la Lys à Deûlémont, après avoir traversé 40 communes. Elle a été canalisée dès le milieu du XIIIe siècle et élargie à plusieurs reprises, l'aménagement le plus récent datant de 1968 avec la mise au gabarit de 3000 t.
Son parcours dans la commune a également été modifié.
- au cours de la deuxième moitié du XIXe siècle, un coude dans le sud de la commune a été remplacé par un parcours direct. L'ancien tracé subsiste en partie sous le nom de « Vieux canal ».
- Au nord, le canal qui formait la limite communale avec Sequedin a été déplacé pour un parcours direct vers le port de Lille lors de la construction de l'autoroute A 25 de 1961 à 1963. L'ancien parcours remblayé correspond au Mail du bon pêcheur où l'on peut voir une ancienne borne kilométrique et à un chemin qui longe l'autoroute jusqu'à la route de Sequedin.

Une autre voie d'eau sinueuse, la Tortue, ou rigole du Nord, qui est une rigole de dessèchement des marais des environs, traverse Haubourdin parallèlement à la rive gauche de la Deûle.

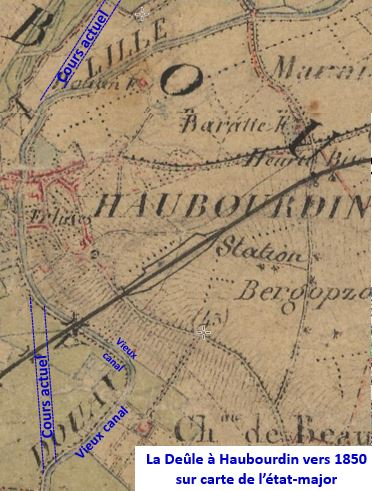
Deûle à Haubourdin vers 1850
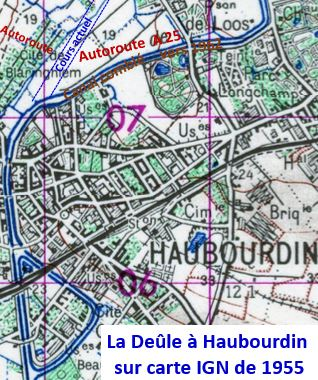
Deûle à Haubourdin en 1955
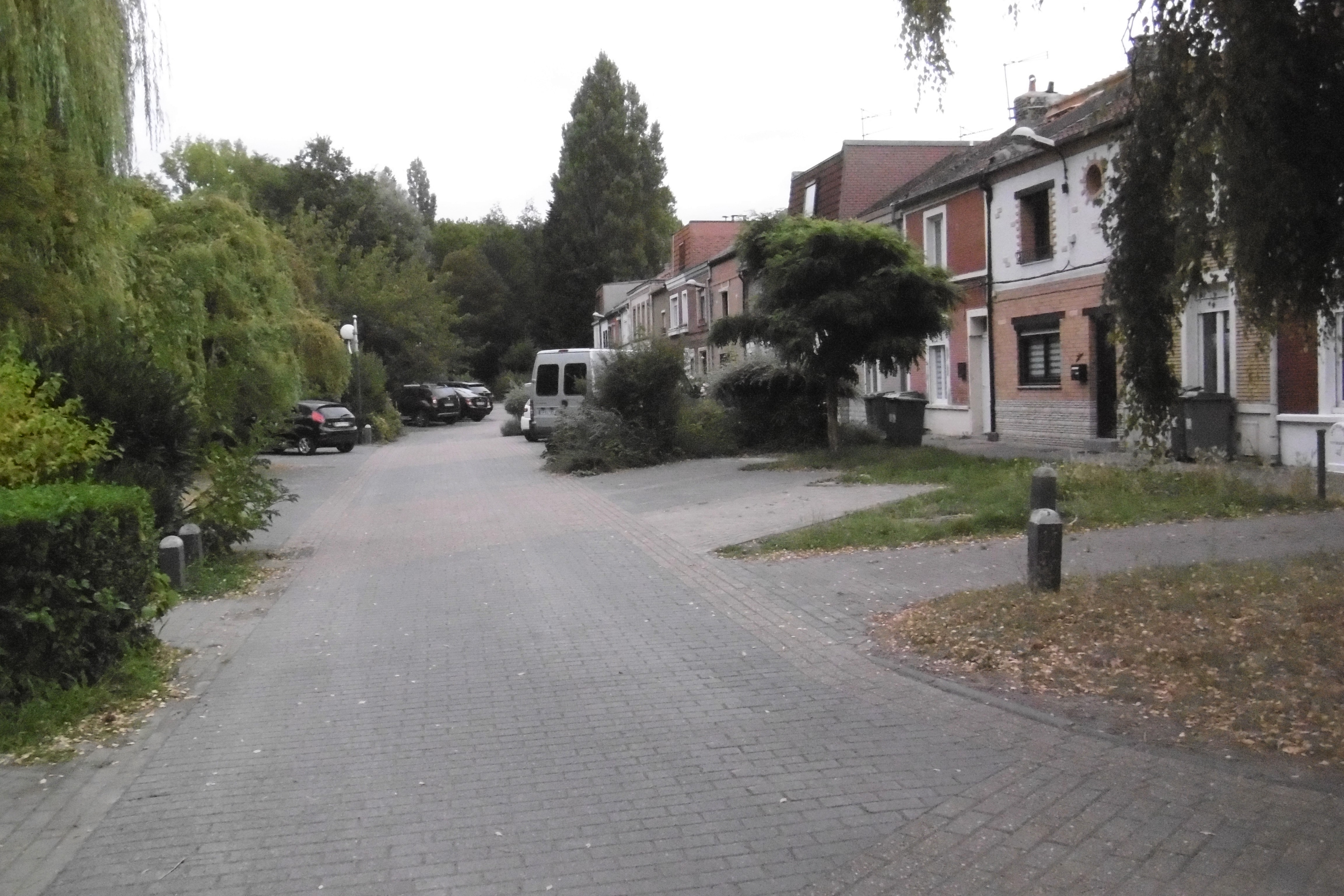
Mail du bon pêcheur ancien passage de la Deûle
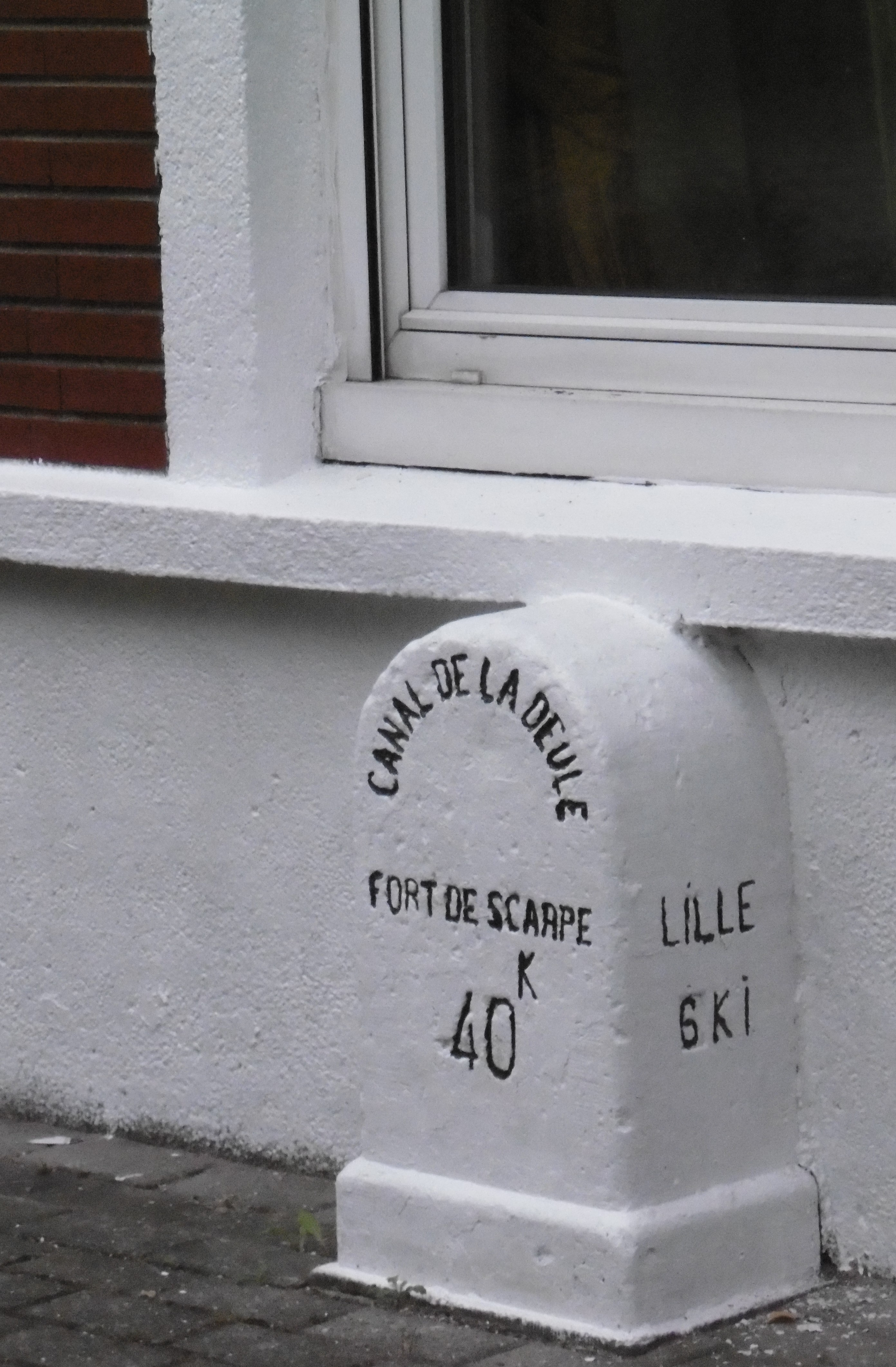
Borne sur l'ancien tracé du canal de la Deûle
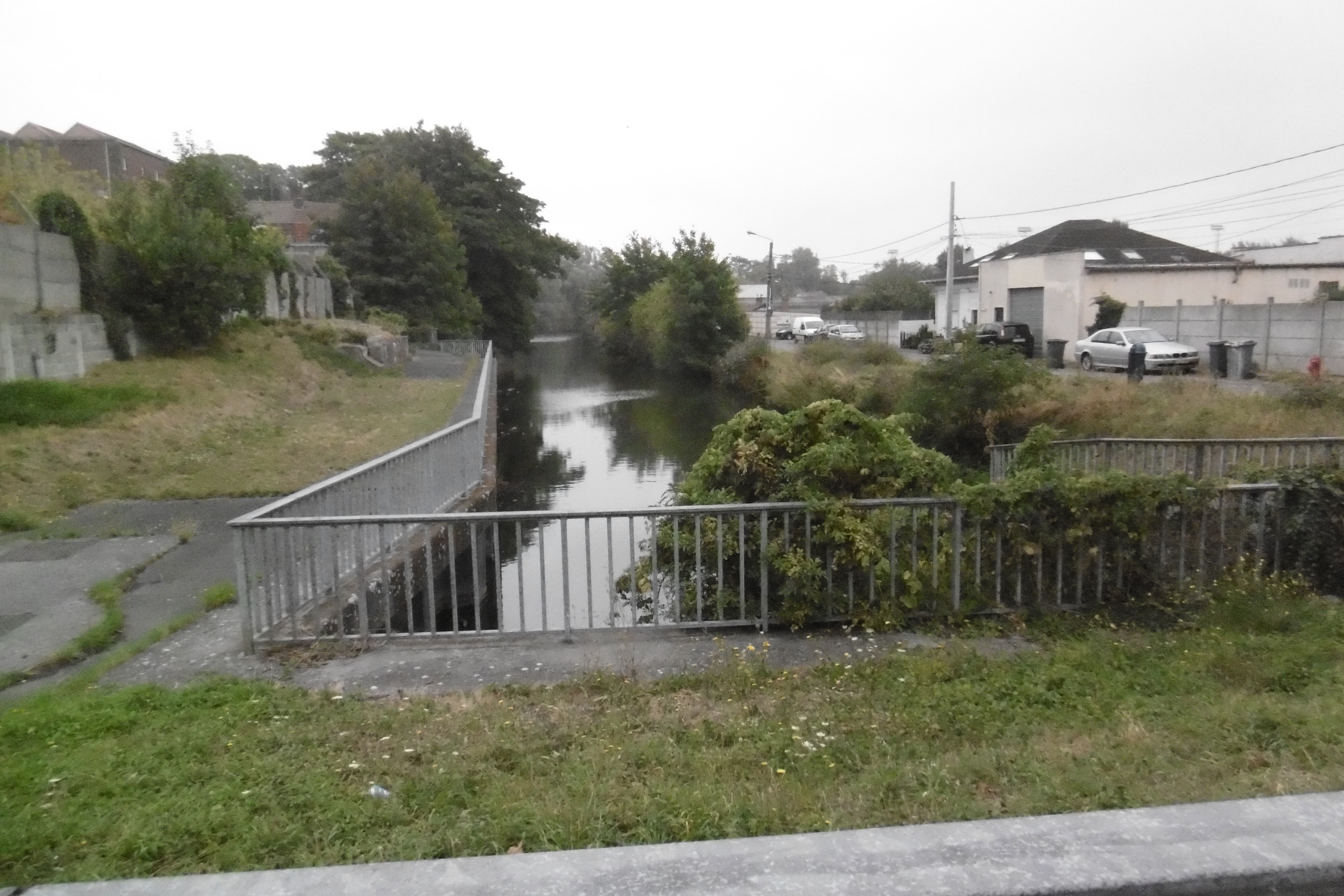
Vieux canal à Haubourdin
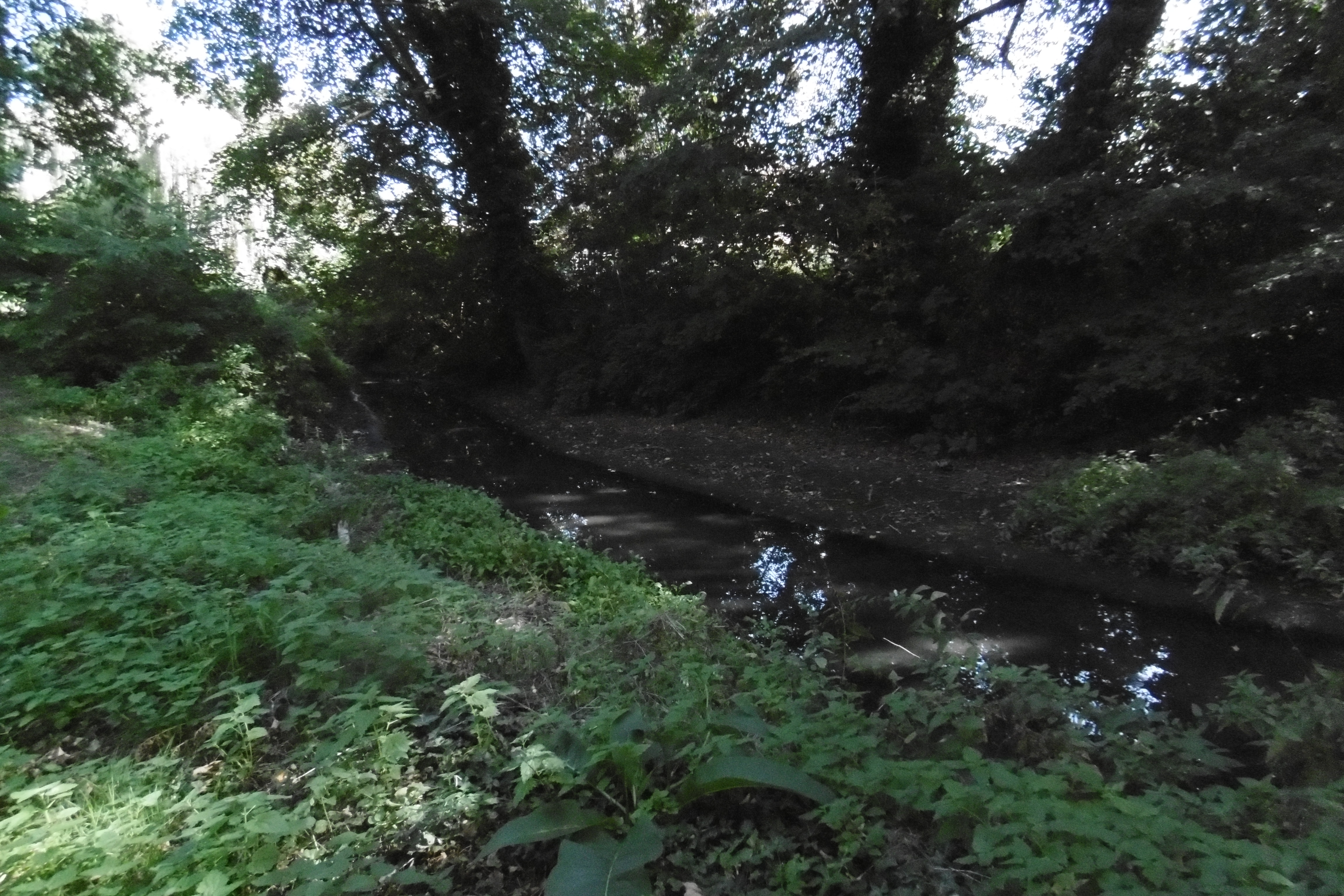
La tortue à Haubourdin

#### Gestion et qualité des eaux
Le territoire communal est couvert par le schéma d'aménagement et de gestion des eaux (SAGE) « Marque Deûle ». Ce document de planification concerne un territoire de 1 120 km2 de superficie, délimité par les bassins versants de la Marque et de la Deûle, formant une vaste cuvette sédimentaire de 40 km de long et de 25 km de large, où la pente est très faible. Le périmètre a été arrêté le 2 décembre 2005 et le SAGE proprement dit a été approuvé le 9 mars 2020. La structure porteuse de l'élaboration et de la mise en œuvre est la Métropole européenne de Lille. 
La qualité des cours d'eau peut être consultée sur un site dédié géré par les agences de l'eau et l'Agence française pour la biodiversité. 

### Climat
Pour des articles plus généraux, voir Climat des Hauts-de-France et Climat du Nord.
En 2010, le climat de la commune est de type climat océanique dégradé des plaines du Centre et du Nord, selon une étude du CNRS s'appuyant sur une série de données couvrant la période 1971-2000. En 2020, Météo-France publie une typologie des climats de la France métropolitaine dans laquelle la commune est exposée à un climat océanique et est dans la région climatique  Nord-est du bassin Parisien, caractérisée par un ensoleillement médiocre, une pluviométrie moyenne régulièrement répartie au cours de l'année et un hiver froid (3 °C).
Pour la période 1971-2000, la température annuelle moyenne est de 10,6 °C, avec une amplitude thermique annuelle de 14,3 °C. Le cumul annuel moyen de précipitations est de 695 mm, avec 12,2 jours de précipitations en janvier et 9,3 jours en juillet. Pour la période 1991-2020, la température moyenne annuelle observée sur la station météorologique la plus proche, située sur la commune de Lesquin à 9 km à vol d'oiseau, est de 11,3 °C et le cumul annuel moyen de précipitations est de 740,0 mm,. Pour l'avenir, les paramètres climatiques de la commune estimés pour 2050 selon différents scénarios d'émission de gaz à effet de serre sont consultables sur un site dédié publié par Météo-France en novembre 2022.

## Urbanisme

### Typologie
Au 1er janvier 2024, Haubourdin est catégorisée grand centre urbain, selon la nouvelle grille communale de densité à sept niveaux définie par l'Insee en 2022.
Elle appartient à l'unité urbaine de Lille (partie française), une agglomération internationale regroupant 60  communes, dont elle est une commune de la banlieue,,. Par ailleurs la commune fait partie de l'aire d'attraction de Lille (partie française), dont elle est une commune du pôle principal,. Cette aire, qui regroupe 201 communes, est catégorisée dans les aires de 700 000 habitants ou plus (hors Paris),.

### Occupation des sols
L'occupation des sols de la commune, telle qu'elle ressort de la base de données européenne d'occupation biophysique des sols Corine Land Cover (CLC), est marquée par l'importance des territoires artificialisés (68,7 % en 2018), en diminution par rapport à 1990 (69,8 %). La répartition détaillée en 2018 est la suivante : 
zones urbanisées (51,6 %), zones industrielles ou commerciales et réseaux de communication (15,8 %), zones agricoles hétérogènes (13,2 %), forêts (6,8 %), terres arables (3,9 %), milieux à végétation arbustive et/ou herbacée (3,9 %), prairies (3,4 %), mines, décharges et chantiers (1,4 %). L'évolution de l'occupation des sols de la commune et de ses infrastructures peut être observée sur les différentes représentations cartographiques du territoire : la carte de Cassini (XVIIIe siècle), la carte d'état-major (1820-1866) et les cartes ou photos aériennes de l'IGN pour la période actuelle (1950 à aujourd'hui).

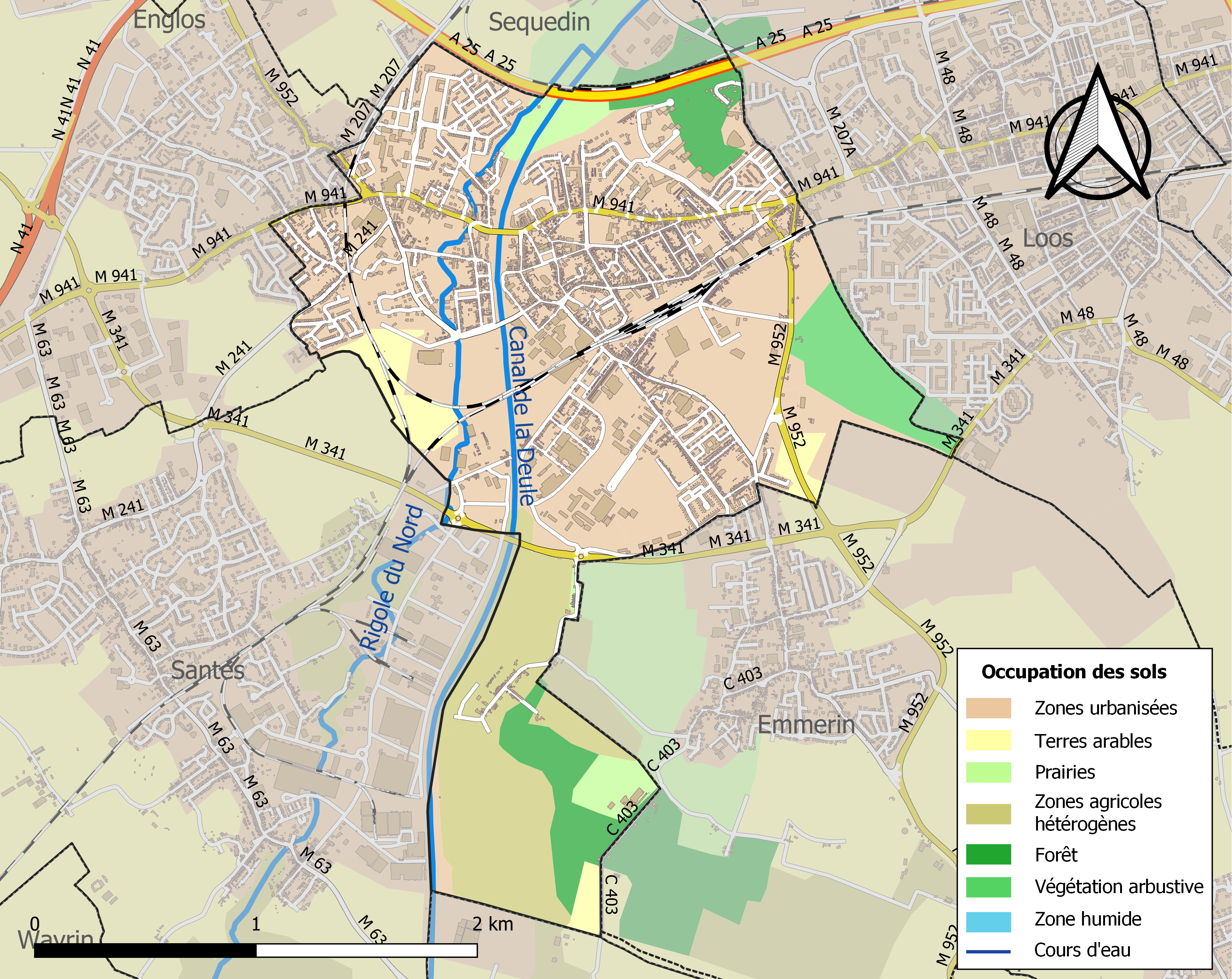
Carte des infrastructures et de l'occupation des sols de la commune en 2018 (CLC).

### Voies de communication et transports
La commune est desservie, en 2023, par la Liane 5, les lignes 58, 61, CO2, 901, 913, 914, 931, 934, 935 et par la ligne de transport à la demande 61R du réseau Ilévia.

## Toponymie
Haubourdin se compose, sans contestation possible, d'un nom de chef franc, Haribod, suivi du suffixe in, dérivé du mot francique hem : maison, propriété, domaine.
Le nom de la ville apparaît pour la première fois sous le nom d'Habordin dans la charte de donation de l'église d'Haubourdin, faite en 1127 par Symon, évêque de Tournai et de Noyon, à Marie, abbesse de l'abbaye de Denain. Ce même nom apparaît sept fois dans d'autres documents du XIIIe siècle.
Dans une charte de 1176 qui délimite les terres, le nom s'est changé en Haburdin, qui apparaît également dans d'autres documents officiels en 1177 et 1190.
En 1240 et 1248, c'est sous le nom d'Habourding que la ville apparaît, en 1247, c'est sous le nom d'Halbourdin que la ville est mentionnée, enfin en 1206 et 1259, c'est sous le nom d'Haubordin.
Mais au cours des XIIIe et XIVe siècles, le nom le plus fréquemment utilisé est Habourdin.
Harbodem en flamand.

## Histoire

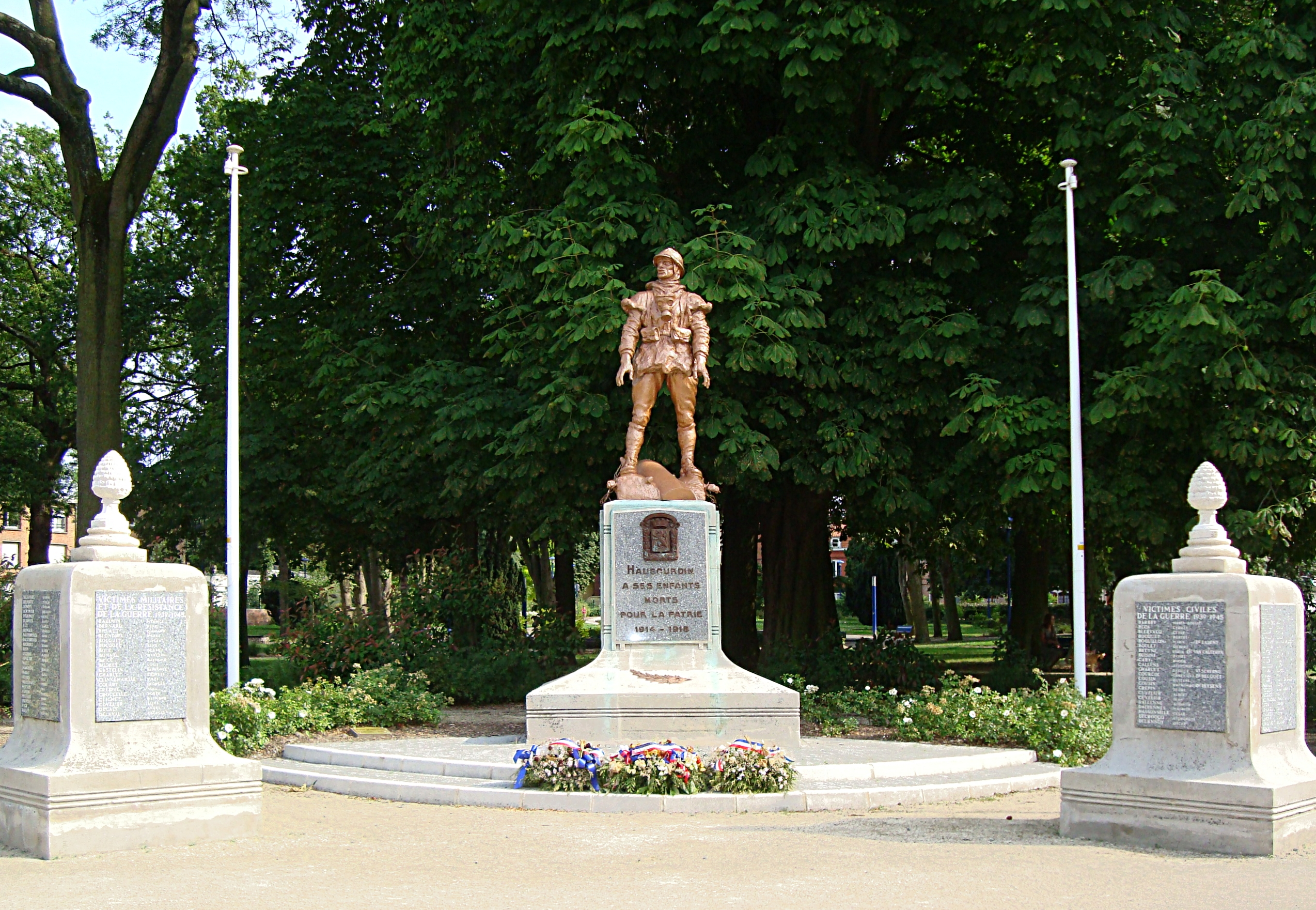
Monument aux morts

La terre d'Haubourdin relevait du Hainaut jusqu'au 3 octobre 1605, date de son érection en vicomté. Elle appartient aux châtelains de Lille du XIIIe au XVIIe siècle. À ce titre, elle fut possédée par les maisons de Luxembourg, de Bourgogne et de Saint-Pol et par Henri IV qui la vendit à Nicolas du Chastel, seigneur de la Howarderie.
Le dernier vicomte d'Haubourdin fut le marquis de Roquelaure qui mourut sur l'échafaud en 1794.
Beaupré était un des fiefs féodaux situé sur Haubourdin. Le château Beaupré auquel succède le lycée Beaupré, l'avenue de Beaupré rappellent son existence. Le fief a été détenu par plusieurs familles dont la famille de Fourmestraux des Wazières devenue ensuite des Wazières, également seigneurs de Roncq.
André II de Fourmestraux des Wazières, marchand, est seigneur de Beaupré, des Wazières (sur Wambrechies), de Durmort sur Sequedin. Il est le fils d'André Ier de Fourmestraux des Wazières, seigneur du Petit Gellebrouck, des Wazières, bourgeois de Lille, échevin et conseiller de Lille et d'Anne de Kesselers. André II est bourgeois de Lille le 3 avril 1603, échevin, rewart (gestion de la police), mayeur de Lille. Il achète le 23 janvier 1619 le fief et le château de Baupré aux enfants de François de Beauffremetz et de Jeanne de Longueval. Anobli par lettres données à Madrid le 3 novembre 1623 par le roi Philippe IV, député de la province de Lille, Douai, Orchies, il passe chevalier le 31 mars 1642, son fils aîné étant  mort au service du roi d'Espagne, et meurt le 7 mai 1660. Il prend pour femme à Lille le 17 novembre 1602 Jeanne Deliot, fille de Guillaume et d'Antoinette du Hot. L'épouse meurt le 29 avril 1648,.
Jean-André-François de Wazières, chevalier, succède à son grand-père André II dans la seigneurie de Beaupré. Il est le fils de Jean-André de Fourmestraux des Wazières, écuyer puis chevalier, seigneur du Vert-Bois à Bondues, des Wazières, gentilhomme volontaire à la suite du cardinal infant Ferdinand d'Autriche, bourgeois de Lille, autorisé à s'appeler de Wazières et de Marie de Kessel. Jean-André-François nait à Lille le 2 mars 1640, devient capitaine de cavalerie espagnole, bourgeois de Lille sur requête le 18 janvier 1673, échevin, mayeur, rewart de Lille. Il épouse dans l'église Saint-Michel de Gand le 20 décembre 1666 Marie-Jeanne-Henriette de Vicq, fille de Charles-Philippe, chevalier, receveur général de Flandre, et de Marie-Madeleine de Béry, morte veuve à Haubourdin le 19 mai 1696.
Eugène-Hyacinthe de Wazières (1672-1709), écuyer, seigneur de la Volandre, succède à son père Jean-André-François dans la seigneurie de Beaupré. Dit le vicomte de Saint-Georges, il est baptisé à Gand le 28 juillet 1672, devient capitaine au régiment d'Humières, bourgeois de Lille le 17 novembre 1696, et meurt le 5 décembre 1709. Il prend pour femme à Lille le 16 août 1696 Françoise de Lannoy, fille de Jean-Baptiste, chevalier, seigneur des Pretz, de Salomé, et d'Henriette de Tramecourt, baptisée à Lille le 4 août 1677. Il épouse ensuite à Lille le 12 mai 1704 Marie-Barbe Biscop, morte à Lille le 4 mai 1757.
Eugène-François-Dominique de Fourmestraux de Wazières, écuyer, est seigneur de Beaupré après son père Eugène-Hyacinthe. Baptisé à Lille le 4 août 1697, il devient bourgeois de Lille le 21 juillet 1722 et meurt à Lille le 12 septembre 1775, à l'âge de 78 ans. Il épouse à Lille le 3 octobre 1720 Madeleine-Françoise Cuvillon, fille de Jean-Robert, écuyer, seigneur de Roncq, Vledricq, Crequillon, La Hamel, bourgeois de Lille, marguillier de La Mademeine, et de Marie-Isabelle de Fourmestraux de Wazières, fille de Jean-André-François ci-dessus, veuve d'Albert-François de Lannoy, seigneur de la Deusle et frère de Françoise de Lannoy, mère d'Eugène-François-Dominique  (il épouse donc sa petite-cousine qui est en même temps  la veuve de son oncle).
Dominique-Joseph de Wazières (1720-1813), écuyer, seigneur de Ternhoute, est le dernier seigneur de Beaupré. Fils de Philippe-Benoit-Dominique de Wazières, écuyer, seigneur de Le Rive, du Vertbois, capitaine de dragons au régiment de Potiers, bourgeois de Lille, député ordianire de la noblesse aux États de Lille, et de Marie-Françoise-Élisabeth de la Fonteyne, neveu d'Eugène-Hyacinthe, il est baptisé à Lille le 20 avril 1720, devient capitaine d'infanterie, bourgeois de Lille le 10 janvier 1759, député de la noblesse de la province et meurt à Lille le 28 mars 1813, à 93 ans. Il se marie à Lille le 10 avril 1758 avec Louise-Philippine-Joseph-Aimée-Marie Zannequin, fille de Joseph-Louis, écuyer, seigneur d'Opschotte, et de Marie-Anne-Thérèse de Prevost de Basserode, baptisée à Lille le 20 mai 1740 et morte à Lille le 9 février 1776. Il prend ensuite alliance le 14 avril 1777 avec Louise-Gabrielle de Clermont-Tonnerre (Maison de Clermont-Tonnerre), fille de Charles-Louis-Joseph et de Marie-Angélique-Thérèse de Lameth (Famille de Lameth), née à Amiens vers 1754. Sans postérité.
Le château d'Haubourdin, alors habité par la famille D'Hespel, n'a pas été vendu comme bien national pendant la Révolution française, car son possesseur, César Hespel n'a pas émigré, est resté dans la région. César Hespel avait reçu ce château de sa mère Marie-Élisabeth de Fourmestraux. La « maison de campagne avec ses annexes » est rénovée en 1809, puis reconstruite au moins partiellement en 1849. Le château est détruit pendant la Première Guerre mondiale.
Dans les années suivant la Révolution française, et au début des années 1800, sévissent, entre autres dans le canton d'Haubourdin, des brigands dits chauffeurs (menacent de brûler les pieds pour faire avouer leurs victimes sur les lieux de leurs biens). Parmi les personnes les combattant, hommage est rendu en 1806 à Antoine Brésol, officier de police et juge de paix du canton mort le 9 nivose an 13 (30 décembre 1804) pour les services rendus.
En 1808, on trouve à Haubourdin un dépôt de sûreté, où on enferme les petits délinquants avant leur transfert en maison d'arrêt à Lille.
Selon le géologue M Meugy (1852) Haubourdin (et à proximité Emmerin) ont longtemps intensément exploité la tourbe qui s'est lentement autrefois formée dans les vastes marais de l'ancienne vallée alluviale de la Deûle, « principalement dans le but d'utiliser la cendre de tourbe comme engrais » La tourbe se trouve souvent à la surface du sol dans ces localités où elle forme « une couche de 1 à 3 m d'épaisseur reposant sur un lit d'argile blanche. On l'extrait à la drague. La tourbière d'Haubourdin occupe vingt-cinq ouvriers pendant cinq à six mois. Elle produit journellement 20 mètres cubes de tourbe humide ou 20 mètres cubes de tourbe sèche pesant 600 kil. le mètre cube. 10 ares fournissent au moins 30 000 tourbes équivalent chacune à 2 décimètres cubes et valant 6 Fr 50 le mille. Les cendres se vendent 0,75 l'hectolitre. » En 1850, la tourbe n'est plus exploitée pour le chauffage dans le département du Nord, car l'industrie minière fournit en abondance un charbon vendu à moindre coût.
Haubourdin est desservi par chemin de fer à partir de 1865 sur la ligne de Lille à Béthune.
Haubourdin est également relié à la gare de Lille par la ligne de tramway à chevaux H ouverte en 1879, électrifiée vers 1902. Cette ligne fut l'avant-dernière fermée du réseau de tramway lillois le 20 juin 1965 remplacée par une ligne de bus.
Haubourdin a reçu la Croix de guerre 1914-1918 par décret du 24 mai 1921 (publié au Journal officiel de la République française le 29 mai 1921 (p. 6304). Une nécropole nationale se trouve à Haubourdin.
En 1919, Haubourdin, dont l'économie a beaucoup souffert de l'occupation allemande qui a réquisitionné les usines, voit revenir pour un temps un tramway tiré par un cheval, moyen de déplacement abandonné au début du siècle à la suite de l'électrification.
Le 25 novembre 1926, la ville est secouée par une explosion dans une usine d'amidon qui fait cinq morts et une trentaine de blessés.

## Héraldique
|  | Les armes d'Haubourdin se blasonnent ainsi : « De gueules, au lion d'or, armé, lampassé et couronné d'azur. » Elles sont ornées des croix de guerre 1914-1918 et 1939-1945, médailles reçues par la ville pour son comportement pendant les deux guerres mondiales. |

## Politique et administration

### Politique de développement durable
La ville a engagé une politique de développement durable en lançant une démarche d'Agenda 21 en 2005. L'agenda 21 local, validé en 2007, engage la commune à restaurer, protéger et gérer la biodiversité. La commune favorise le compostage individuel et met progressivement en place une gestion plus écologique et donc différenciée de ses espaces verts communaux. La ville est aussi l'une des villes-test retenues par le ministère chargé de l'écologie et du développement durable avant la mise en place des Atlas de la biodiversité dans les communes (ABC), officiellement annoncés le 3 mai 2009. Ce secteur est également concerné par les risques d'effondrement de cavités liés à la présence de catiches (anciens réseaux de carrières souterraines de craie).
Haubourdin est particulièrement concernée par la protection de l'eau (champs captants menacés de la communauté urbaine de Lille). La commune est classée à risque pour les inondations liées aux débordements des réseaux et des becques et fait partie des 45 communes du PPR de la communauté urbaine de Lille, tel que prescrit le 13 février 2001.

### Instances judiciaires et administratives
La commune relève du tribunal d'instance de Lille, du tribunal de grande instance de Lille, de la cour d'appel de Douai, du tribunal pour enfants de Lille, du tribunal de commerce de Tourcoing, du tribunal administratif de Lille et de la cour administrative d'appel de Douai.

## Population et société

### Démographie

#### Évolution démographique
L'évolution du nombre d'habitants est connue à travers les recensements de la population effectués dans la commune depuis 1793. Pour les communes de plus de 10 000 habitants les recensements ont lieu chaque année à la suite d'une enquête par sondage auprès d'un échantillon d'adresses représentant 8 % de leurs logements, contrairement aux autres communes qui ont un recensement réel tous les cinq ans,.

En 2022, la commune comptait 14 922 habitants, en évolution de −0,08 % par rapport à 2016 (Nord : +0,51 %, France hors Mayotte : +2,11 %).
| 1793  | 1800  | 1806  | 1821  | 1831  | 1836  | 1841  | 1846  | 1851  |
| ----- | ----- | ----- | ----- | ----- | ----- | ----- | ----- | ----- |
| 1 850 | 1 809 | 1 813 | 1 883 | 2 151 | 2 345 | 2 419 | 3 130 | 3 210 |

| 1856  | 1861  | 1866  | 1872  | 1876  | 1881  | 1886  | 1891  | 1896  |
| ----- | ----- | ----- | ----- | ----- | ----- | ----- | ----- | ----- |
| 3 232 | 3 654 | 4 204 | 4 434 | 5 379 | 6 409 | 7 083 | 7 457 | 7 858 |

| 1901  | 1906  | 1911  | 1921  | 1926   | 1931   | 1936   | 1946   | 1954   |
| ----- | ----- | ----- | ----- | ------ | ------ | ------ | ------ | ------ |
| 8 485 | 8 828 | 9 396 | 9 650 | 10 784 | 10 916 | 11 001 | 10 579 | 12 095 |

| 1962   | 1968   | 1975   | 1982   | 1990   | 1999   | 2006   | 2011   | 2016   |
| ------ | ------ | ------ | ------ | ------ | ------ | ------ | ------ | ------ |
| 12 610 | 12 106 | 14 552 | 14 497 | 14 321 | 14 965 | 14 850 | 14 367 | 14 934 |

| 2021   | 2022   | - | - | - | - | - | - | - |
| ------ | ------ | - | - | - | - | - | - | - |
| 14 757 | 14 922 | - | - | - | - | - | - | - |

#### Pyramide des âges
La population de la commune est relativement jeune.
En 2018, le taux de personnes d'un âge inférieur à 30 ans s'élève à 38,7 %, soit en dessous de la moyenne départementale (39,5 %). À l'inverse, le taux de personnes d'âge supérieur à 60 ans est de 22,1 % la même année, alors qu'il est de 22,5 % au niveau départemental.
En 2018, la commune comptait 6 756 hommes pour 8 019 femmes, soit un taux de 54,27 % de femmes, largement supérieur au taux départemental (51,77 %).
Les pyramides des âges de la commune et du département s'établissent comme suit.
| Hommes | Classe d’âge | Femmes |
| ------ | ------------ | ------ |
| 0,5    | 90 ou +      | 2,6    |
| 4,5    | 75-89 ans    | 8,1    |
| 13,4   | 60-74 ans    | 14,7   |
| 19,8   | 45-59 ans    | 19,2   |
| 21,2   | 30-44 ans    | 18,5   |
| 20,1   | 15-29 ans    | 17,9   |
| 20,7   | 0-14 ans     | 19,0   |

| Hommes | Classe d’âge | Femmes |
| ------ | ------------ | ------ |
| 0,5    | 90 ou +      | 1,4    |
| 5,3    | 75-89 ans    | 8,1    |
| 14,8   | 60-74 ans    | 16,2   |
| 19,1   | 45-59 ans    | 18,4   |
| 19,5   | 30-44 ans    | 18,7   |
| 20,7   | 15-29 ans    | 19,1   |
| 20,2   | 0-14 ans     | 18     |

## Économie

### Revenus de la population et fiscalité
En moyenne les ménages haubourdinois ont un revenu annuel de 18 523 €/an (Insee, 1999)

### Emploi
Les données sont de l'Insee et datent de 2008.

#### Général

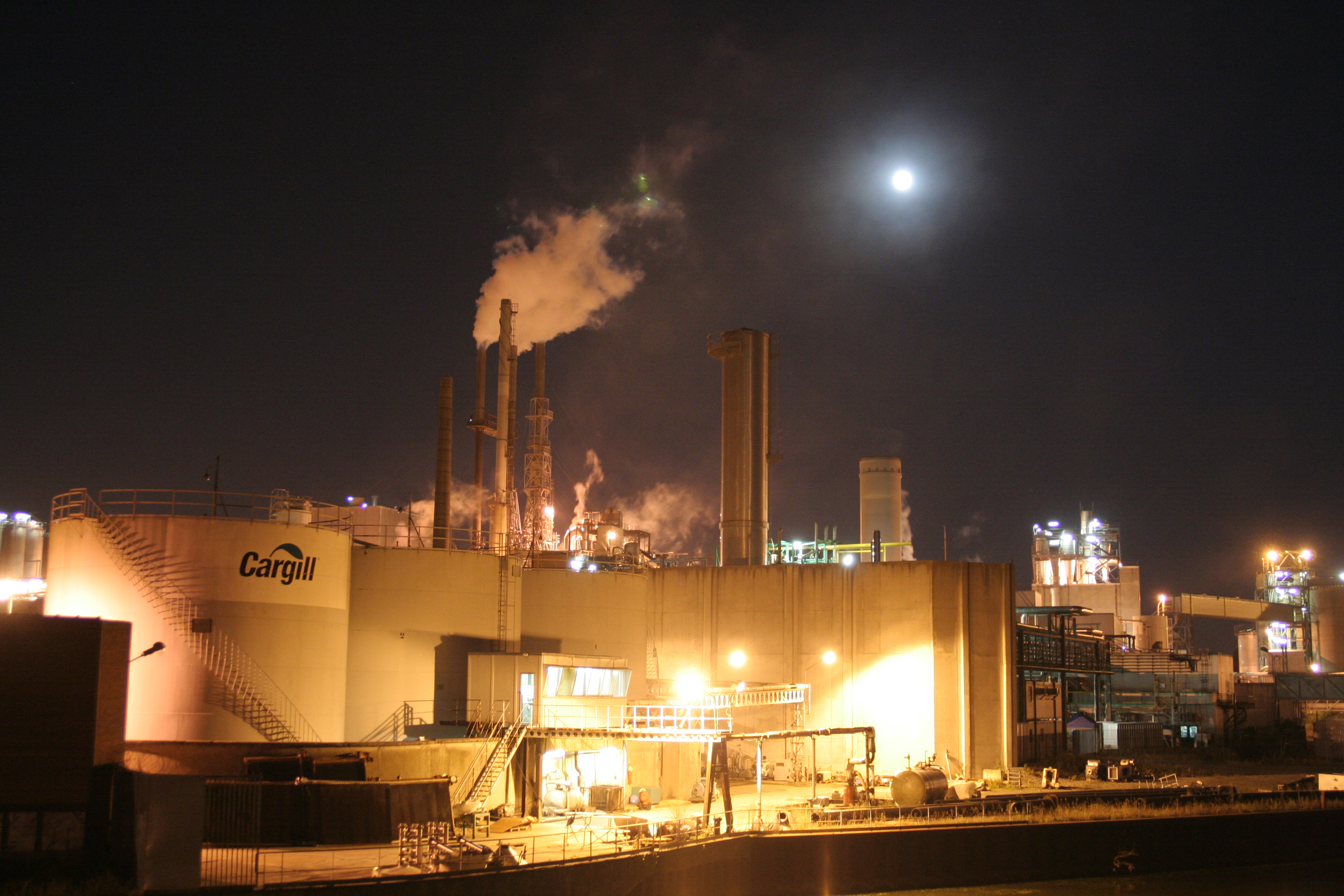
Amidonnerie de maïs Cargill.

- Population active totale : 6 650
- Taux d'activité entre 15 et 64 ans : 70,4 % (5 719 personnes)
- Chômeurs : 931
- Taux de chômage : 9,9 %
- Actifs : 70,4 %
- Retraités : 8,7 %
- Jeunes scolarisés : 10,6 %
- Autres personnes sans activité : 10,3 %

#### Détails
- Agriculteurs : 0 % (0)

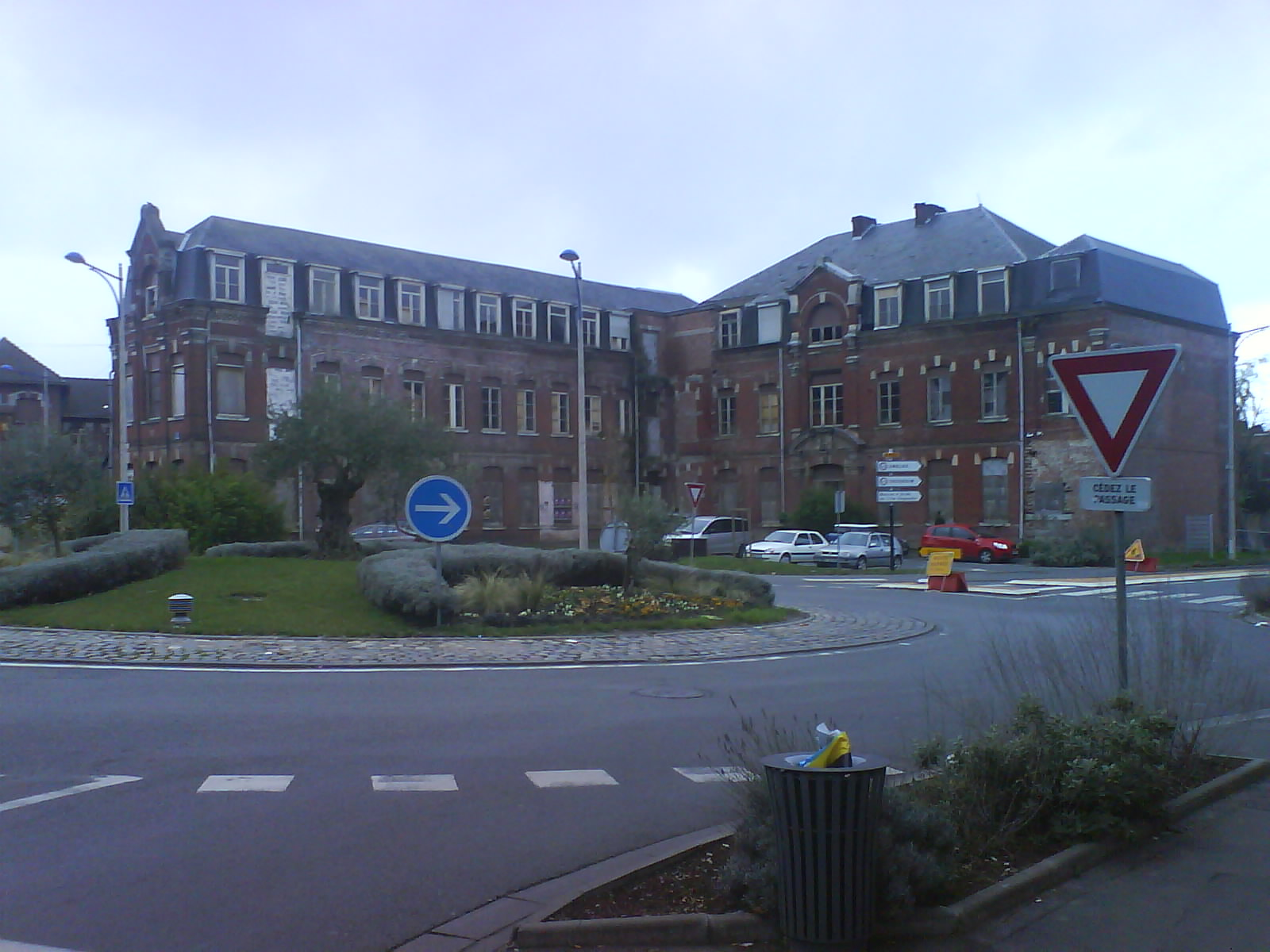
Ancien hôpital Jean de Luxembourg (1878, aujourd'hui détruit).

- Artisans, commerçants, chefs d'entreprise : 3,7 % (214)
- Cadres, professions intellectuelles : 10,7 % (615)
- Professions intermédiaires : 23,7 % (1 352)
- Employés : 41,4 % (2 371)
- Ouvriers : 34,6 % (1 979)

### Entreprises et secteurs d'activité
Au XVIe siècle, la ville était célèbre pour ses draperies (1532). Les guerres du XVIIe siècle mirent fin à cette prospérité. Aujourd'hui, Haubourdin, n'est plus chef-lieu de canton depuis 2015.
L'activité industrielle a décliné depuis plusieurs décennies avec, particulièrement, la fermeture en 1989 de l'entreprise de teinturerie textile Sander qui a laissé une friche de 25 hectares en voie de requalification en bordure du parc de la Deûle (« La Cantereine») avec construction d'un nouveau quartier et celle de l'usine Lever (savonnerie puis fabrique de détergents) en 2003 ouverte en 1913 qui employa jusqu'à 1700 salariés dont le terrain est resté en 2019 en l'état de friche.

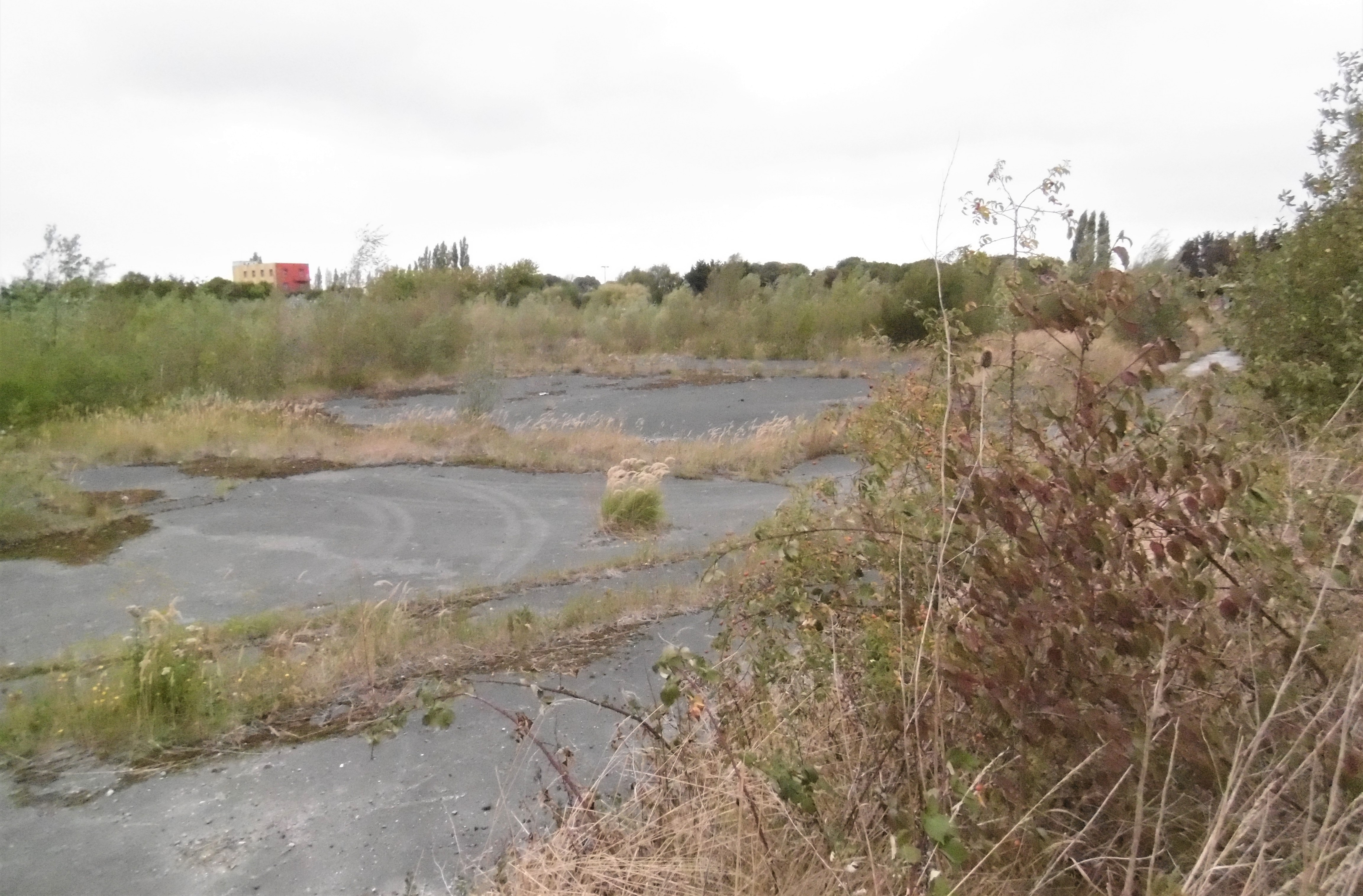
Friche de l'ancienne usine Lever (septembre 2019)
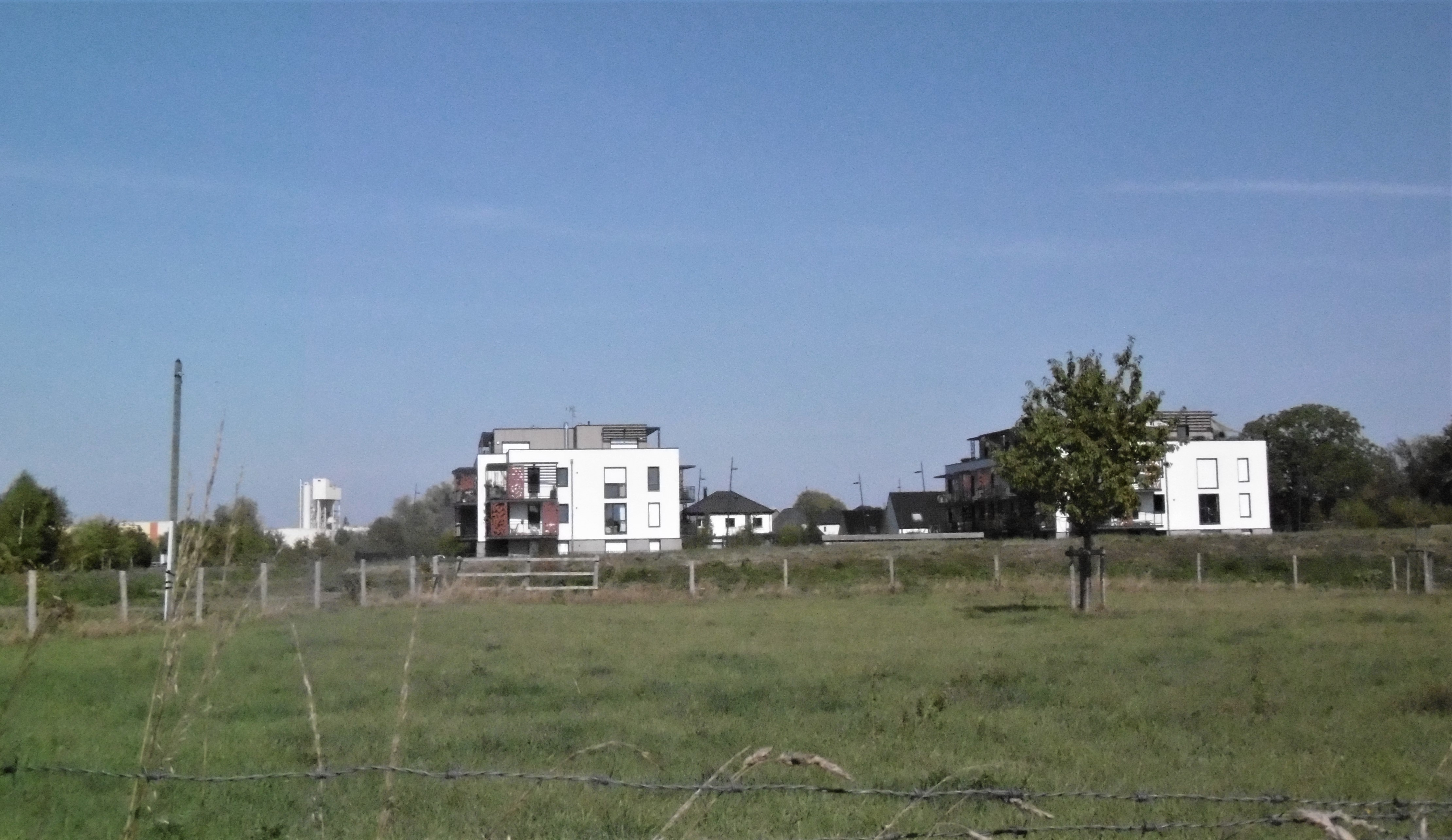
Ancienne friche Sander requalifiée. Immeubles La Cantereine

Des entreprises importantes sont encore présentes, notamment Cargill qui a racheté en 2001 l'amidonnerie Cerestar (actuellemnent l'un des plus grands exportateurs de la région ), Auchan Englos  dont le siège social est à Haubourdin, Frémaux, Scarna (groupe S), Cuvelier Fauvarque et quelques entreprises de services.
Quelque 11 % des emplois de la ville ont disparu entre 2018 et 2021.

#### Santé

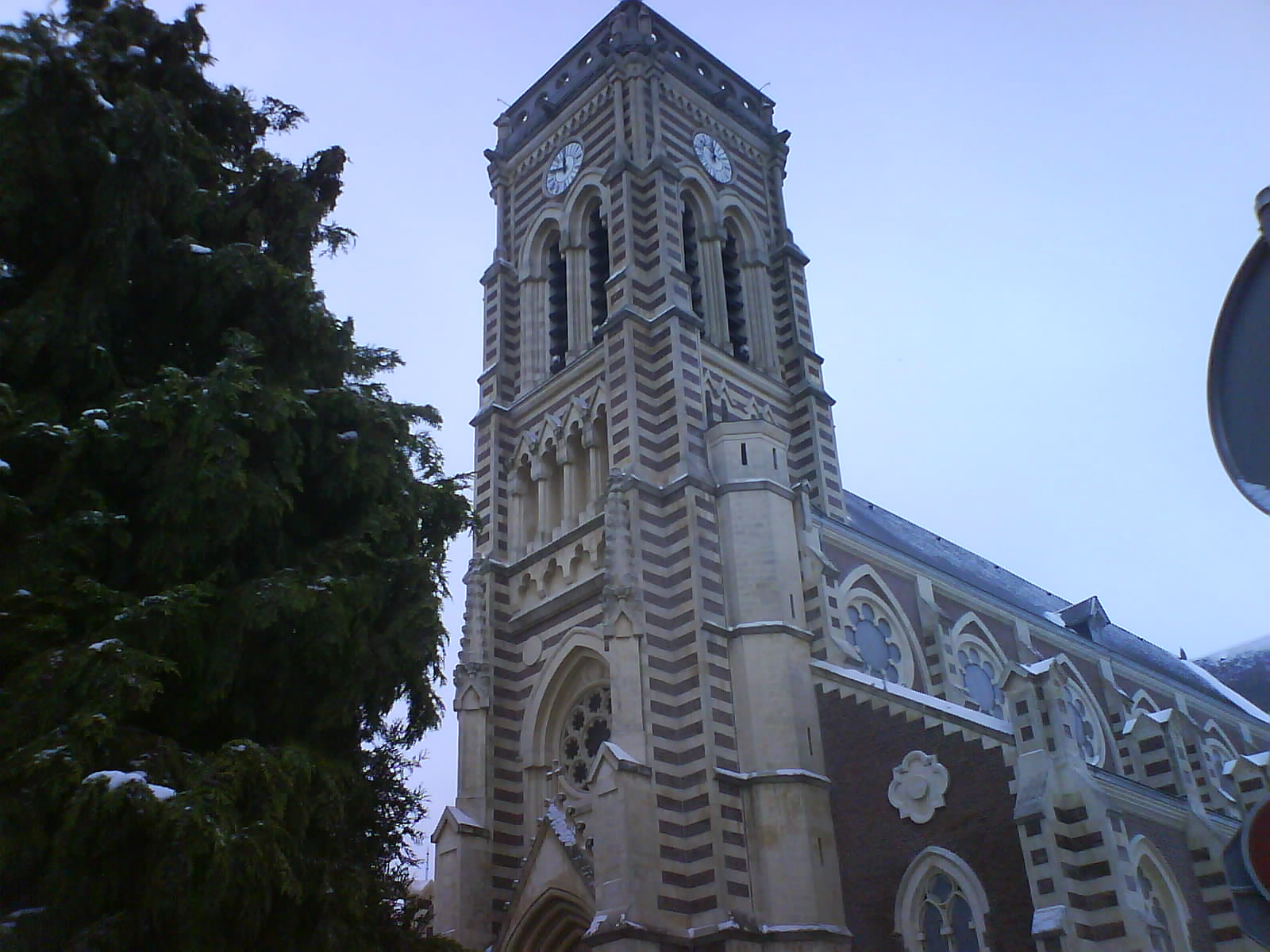
Église Saint-Maclou

La commune abrite une maison de retraite, située dans le quartier du petit Belgique, ainsi qu'un EHPAD et qu'un centre de radiologie. Elle abritait auparavant le centre hospitalier Jean de Luxembourg, aujourd'hui détruit.

## Lieux et monuments
- Cense à Jean et Louis Grimbèle (1724) (quartier du P'tit Belgique).
- Château Dervaux (quartier de l'Heurtebise).
- École de la Sagesse et la Chapelle (1820).
- Église Saint-Maclou (1867) de Jean Baptiste Cordonnier, père de Louis Marie Cordonnier. La flèche du clocher disparaît en 1940 pour la deuxième fois.
- Nécropole nationale d'Haubourdin.
- Ferme du Bocquiau (1703, mentionnée dès 1466).

La ferme du Bocquiau dépendait du fief féodal des Bosquets qui s'étendait de l'Heurtebise au centre d'Haubourdin. La ferme brûla en 1696 et le bâtiment actuel date de sa reconstruction en 1703 ou de la fin du XVIIIe siècle. Exploitée jusqu'en 1935 elle a été cédée par le petit-fils d'un ancien maire d'Haubourdin à la municipalité qui y a aménagé un centre culturel.

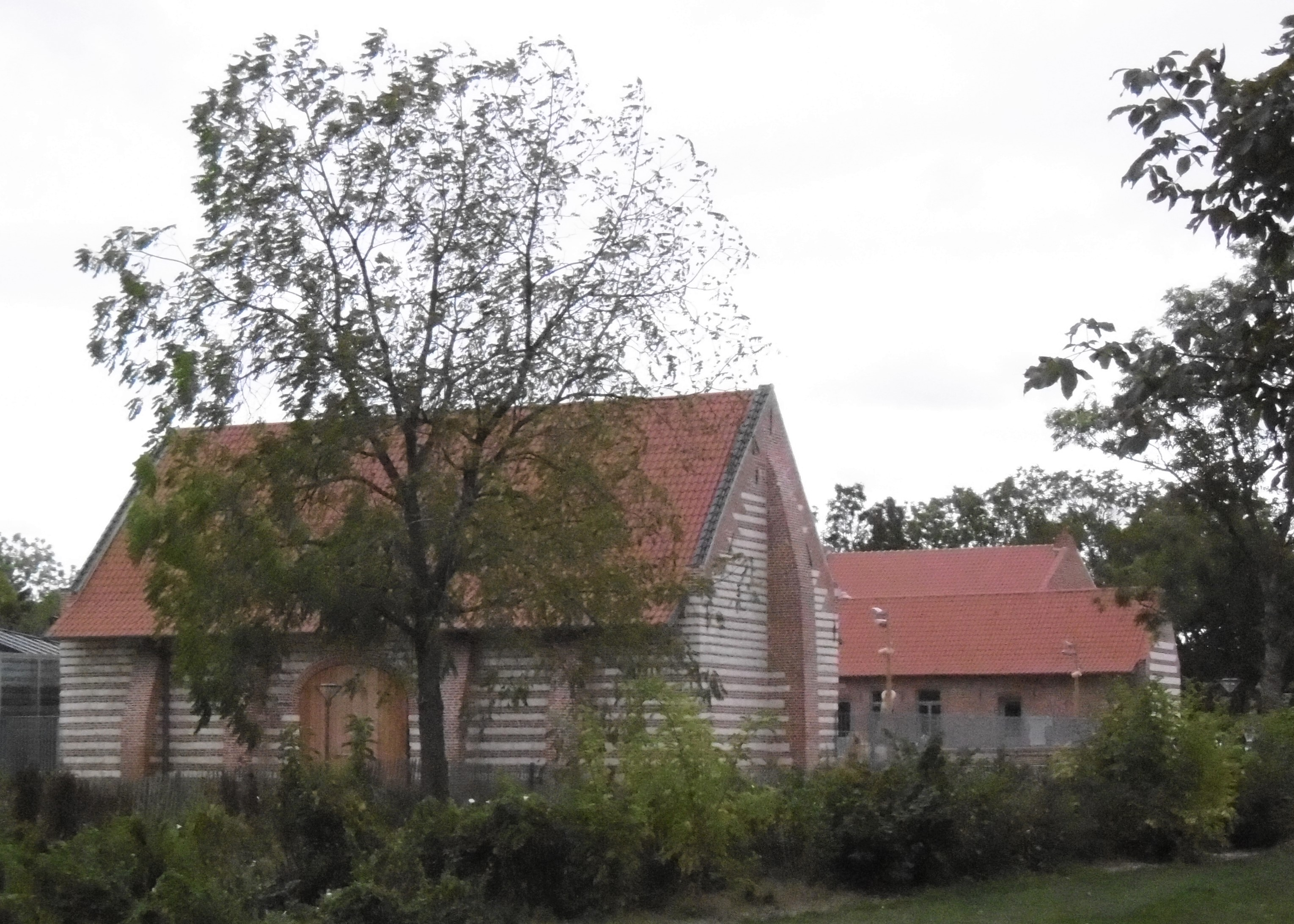
Ferme du Bocquiau
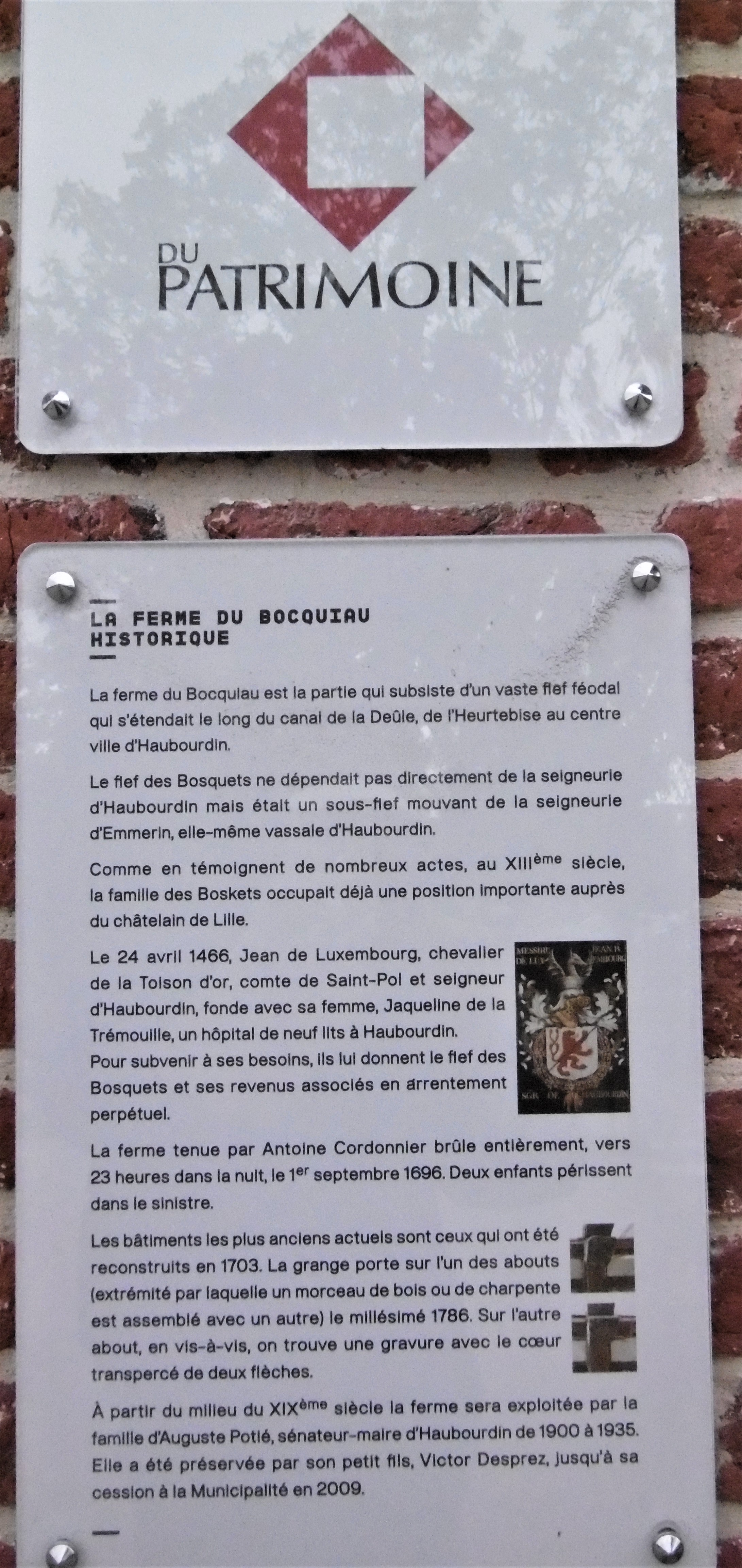
Notice historique de la ferme du Bocquiau
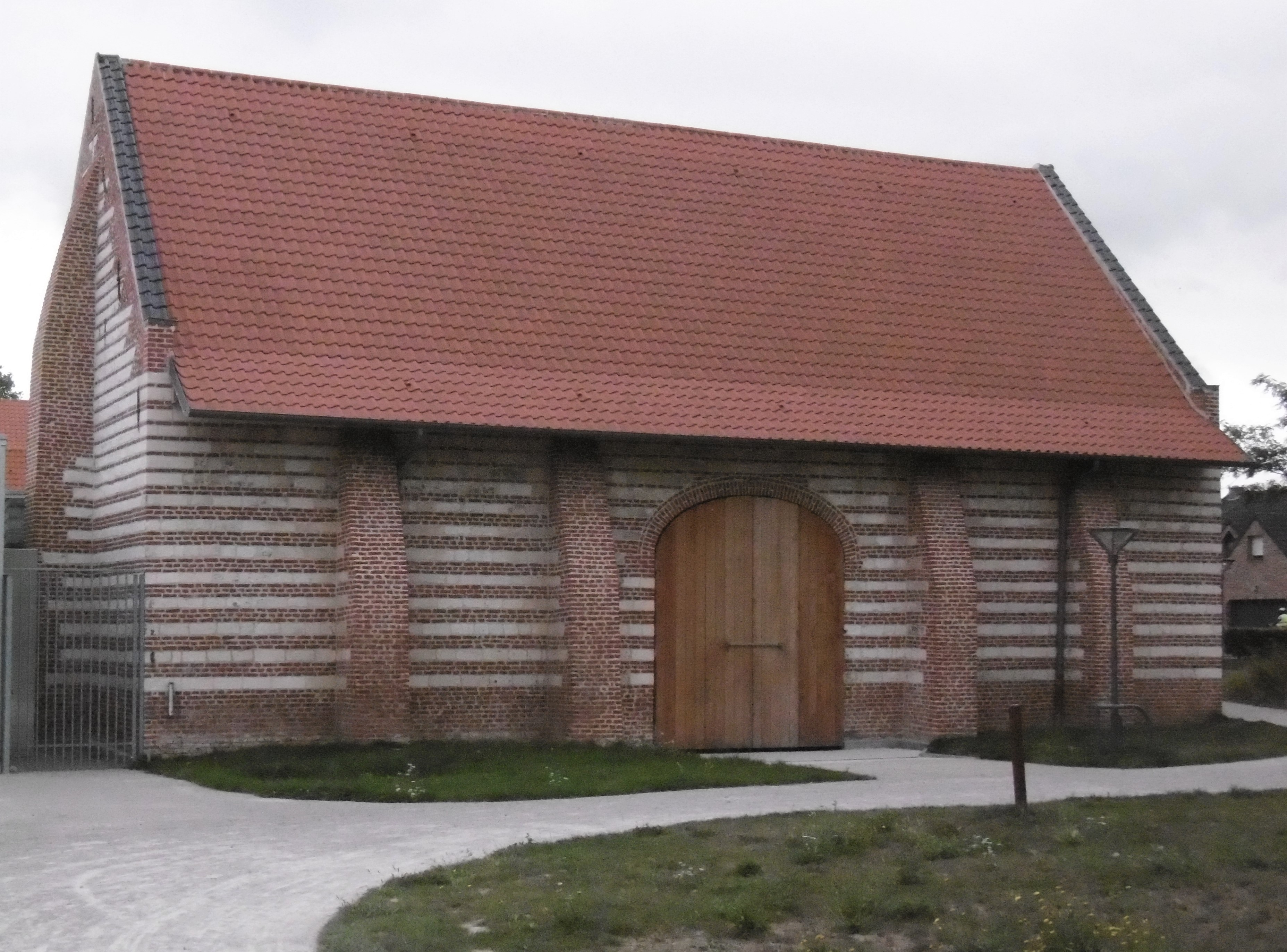
Ferme Bocquiau vue du mail du bon pêcheur

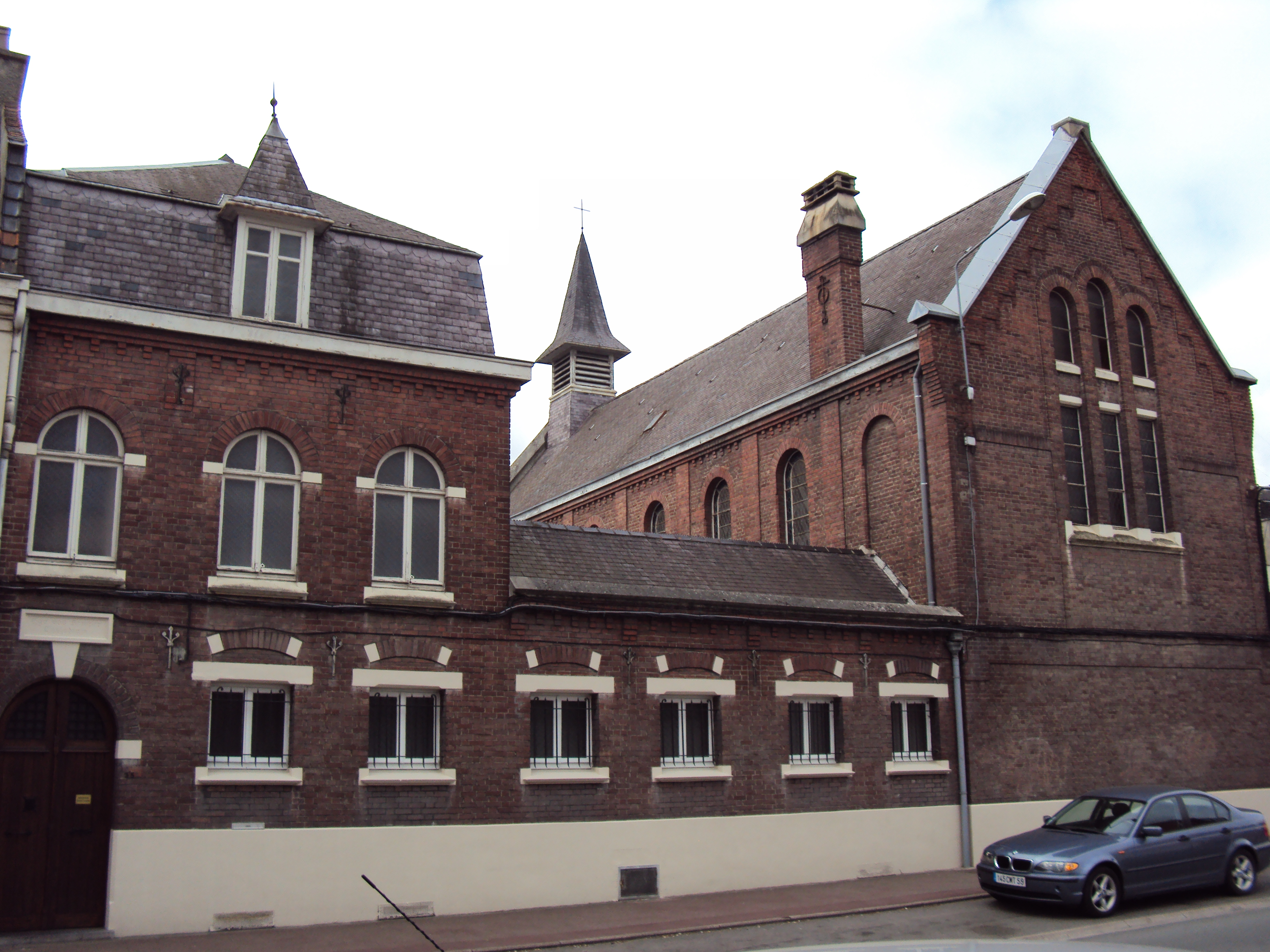
Monastère Sainte-Claire

- Hôpital Jean de Luxembourg (1878), nom du seigneur d'Haubourdin au XVe siècle.
- Lycée Beaupré (1968)
- Mairie du XVIIIe siècle (ancienne demeure privée).

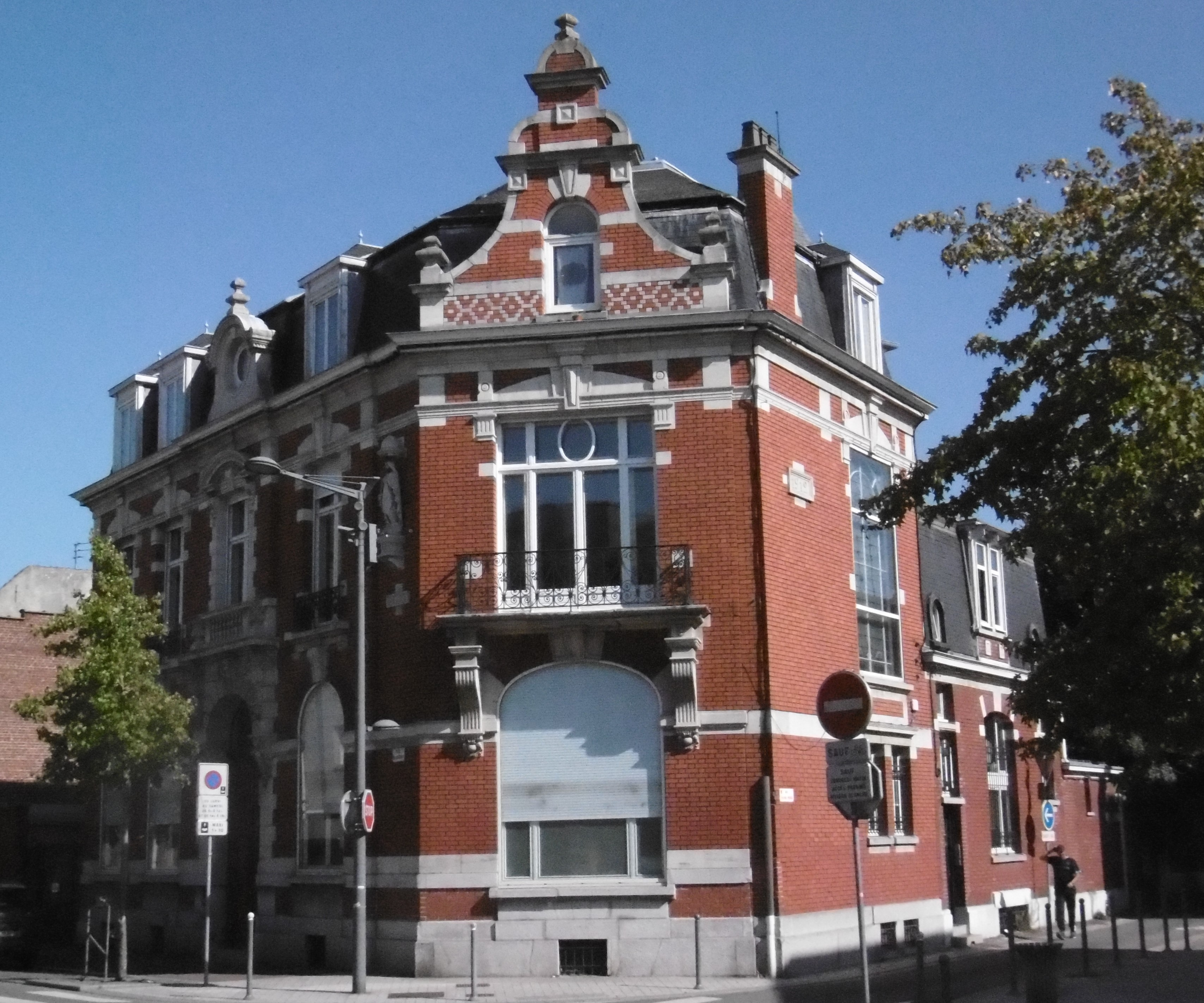
Maison de notable à Haubourdin

- Maisons bourgeoises de style néo-flamand ou de style éclectique.
- Monastère Sainte-Claire, cette communauté de clarisses, historiquement issue de Lille et ce depuis 1453, s'est installée à Haubourdin en 1931. Le public a le droit de se joindre aux différents offices de la Liturgie des Heures[51].
- Villa Saint-Gérard (1931), actuellement Centre de Sessions et de Retraites Spirituelles (quartier de l'Heurtebise).
- Ancienne église Saint-Paul.

L'église Saint-Paul située rue Sadi Carnot, près du parvis Saint-Paul qui conserve sa mémoire était destinée aux fidèles du quartier d'Heurtebise. Sa première pierre fut posée le mai 1914 et elle fut  consacrée en 1925. Elle était propriété, non de la commune, mais de l'évêché  à qui incombait l'entretien. Fissurée par un affaissement de terrain, elle fut fermée au culte  en 1994 puis démolie. Des immeubles ont été construits à son emplacement. Un pilier et une statue conservés témoignent de cet édifice disparu.

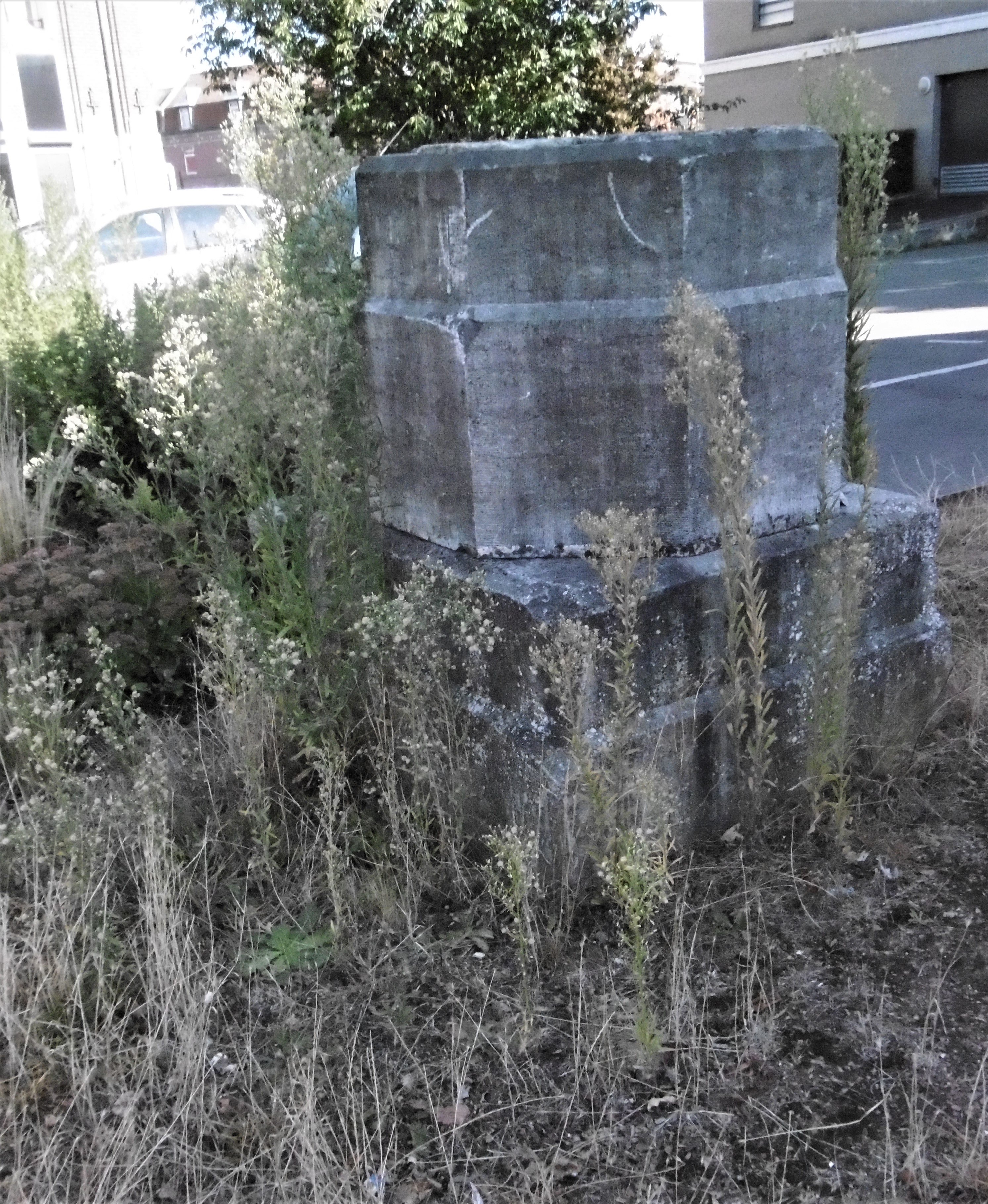
Haubourdin pilier de l'ancienne église Saint-Paul
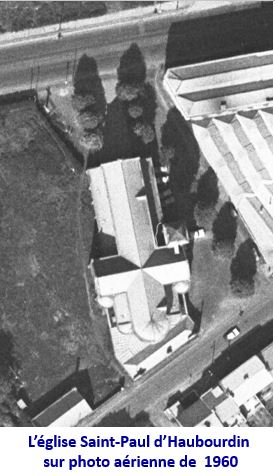
Église Saint-Paul sur photo aérienne de 1960

## Personnalités liées à la commune
- Jean de Luxembourg (1400-1466), seigneur d'Haubourdin.
- Adalbert d'Hespel (1806-1858), homme politique, adjoint au maire, conseiller général du Nord, représentant à l'Assemblée législative.
- Octave-Joseph d'Hespel (1827-1885), homme politique, fils du précédent.
- Jean Baptiste Cordonnier (1820-1902), architecte.
- Louis Marie Cordonnier (1854-1940), architecte, fils du précédent.
- François Guermonprez (1849-1932), médecin.
- Auguste Potié (1858-1939), homme politique, ancien maire, président du conseil général du Nord, sénateur.
- Georges Potié (1863-1937), homme politique né à Haubourdin, maire de Loos-lez-Lille, député de la 5e circonscription de Lille de 1910 à 1914.
- Anatole Ghestin  (1873-1961), missionnaire en Chine, décédé en Chine
- Edouard Agnius (1874-1900), missionnaire en Mandchourie, massacré pendant la révolte des Boxers.
- Jean-Baptiste Molinié (1880-1971) général de brigade, il défendit la ville lors de la bataille de la poche de Lille (1940).
- Joseph-Henri Louwyck (1886-1983), écrivain.
- Pierre Dame (1887-1940), général de brigade, il défendit la ville lors de la bataille de la poche de Lille (1940).
- Alphonse Juin (1888-1967), général de brigade, il défendit la ville lors de la bataille de la poche de Lille (1940).
- Jacques Vandier (1904-1973), égyptologue français.
- Dorothée Piatek (née en 1969), auteure de littérature d'enfance et de jeunesse.
- Rudy Guiblesi (né en 1980), footballeur.
- Morgane Ribout (née en 1988), judokate française, championne du monde 2007 (-57 kg), elle commença le judo au club d'Haubourdin.

## Divers
De nombreuses associations sont hébergées à Haubourdin, notamment les clubs de Handball, de GRS, de tir, de football, de judo, de basketball, etc.
Haubourdin est aussi connue pour l'église catholique romaine, elle est la ville principale du doyenné des Weppes.

## Jumelages
Juliers (Allemagne)

 Halstead (Royaume-Uni)

## Pour approfondir